# Cristina García-Orcoyen Tormo
Cristina García-Orcoyen Tormo (Madrid, 2 de enero de 1948) es una política, y ecologista española.

## Biografía
Obtuvo una licenciatura en ciencias políticas y económicas por la Universidad Complutense de Madrid, y una diplomación en dirección general de empresas por la IESE y en comercio exterior.
De 1983 a 1996, fue secretaria general de Adena/WWF-España, y desde 1993 hasta 1996 vicepresidenta del Consejo Asesor de Ambiente de la Unión Europea. Además, desde 1996 es responsable del Comité Español del Programa de las Naciones Unidas para el Medio Ambiente (PNUMA, en su acrónimo en castellano).
Fue escogida diputada del Partido Popular a las elecciones al Parlamento Europeo de 1999. Desde 1999 hasta 2002, fue miembro de la Comisión de Ambiente, Salud Pública, y Política del Consumidor; y de la Delegación por las Relaciones de la Europa Sudoriental. También fue jefa de la Delegación del Parlamento Europeo a la COP8 (Conferencia de las Partes sobre Cambio Climático).
Desde 1996, es directora gerente de la ONG Fundación Entorno, de la Sección española del Consejo Empresarial Mundial para el Desarrollo Sostenible (acrónimo en inglés, WBSCD).

## Algunas publicaciones
- 2003. Mediterráneo y medio ambiente. Vols. 4-2003 de Estudios Socioeconómicos: Mediterráneo Económico. Editor Caja Rural Intermediterránea. Cajamar, 238 pp. ISBN 8495531143, ISBN 9788495531148

- 2003b. ¿Lobby?: tu derecho a influir en la política europea. Editor Parlamento Europeo, 31 pp.

## Honores
- 2002: Congreso Nacional de Medio Ambiente, Premio a la mejor Trayectoria Profesional en Defensa del Ambiente

- diciembre de 2003: Premio Trámite Parlamentario – concedido por la revista homóloga del grupo Intereconomía - a la mejor iniciativa europea de Protección del Ambiente y reducción de emisiones a la

atmósfera